# 문화산책
문화산책은 매주 월요일 오후 1시에 KBS 1TV로 방송된 다큐멘터리 텔레비전 프로그램이다. 이후 2020년에도 계속 방송될 예정이었으나, 갑작스러운 사정으로해서 2019년 12월 30일에 종영되었다.

## 기획 의도
지역 문화, 현장, 인물을 소개하는 프로그램.

## 방송 시간
| 방송 채널 | 방송 기간                           | 방송 시간                           |
| --------- | ----------------------------------- | ----------------------------------- |
| KBS 1TV   | 2013년 10월 23일 ~ 2014년 8월 27일  | 매주 수요일 밤 12:30 ~ 1:10 (40분)  |
| KBS 1TV   | 2014년 9월 3일 ~ 2014년 10월 29일   | 매주 수요일 밤 12:50 ~ 1:30 (40분)  |
| KBS 1TV   | 2014년 11월 12일 ~ 2014년 12월 24일 | 매주 수요일 밤 12:30 ~ 1:10 (40분)  |
| KBS 1TV   | 2015년 1월 7일 ~ 2015년 2월 11일    | 매주 수요일 밤 12:40 ~ 1:20 (40분)  |
| KBS 1TV   | 2015년 2월 27일 ~ 2016년 3월 25일   | 매주 금요일 오후 4:10 ~ 5:00 (50분) |
| KBS 1TV   | 2016년 3월 28일 ~ 2016년 12월 26일  | 매주 월요일 밤 11:40 ~ 12:20 (40분) |
| KBS 1TV   | 2017년 1월 5일 ~ 2017년 5월 25일    | 매주 목요일 오후 1:05 ~ 1:55 (50분) |
| KBS 1TV   | 2017년 5월 29일 ~ 2019년 12월 30일  | 매주 월요일 오후 1:00 ~ 1:50 (50분) |

## 방송 회차

### 2016년
| 회차 | 방송일    | 제목 (원제)                                                                                                |
| ---- | --------- | --- |
|      | 1월 8일   | |
|      | 1월 15일  | |
|      | 1월 22일  | |
|      | 1월 29일  | |
|      | 2월 5일   | |
|      | 2월 12일  | |
|      | 2월 26일  | |
|      | 3월 4일   | |
|      | 3월 11일  | |
|      | 3월 18일  | |
|      | 3월 25일  | |
|      | 3월 28일  | |
|      | 4월 4일   | |
|      | 4월 11일  | |
|      | 4월 18일  | |
|      | 4월 25일  | 담살이 의병장 안규홍, 서양화가 황순칠                                                                      |
|      | 5월 2일   | |
|      | 5월 9일   | 부산참견록 사진작가5인의 부산기록                                                                          |
|      | 5월 16일  | |
|      | 5월 23일  | 서양화가 황재형, 마임 물화일체                                                                             |
|      | 6월 6일   | 비보이 그랑프리와 뮤즈 그레인                                                                              |
|      | 6월 13일  | 지리산과 섬진강에 살어리랏다                                                                               |
|      | 6월 20일  | 섬, 먹빛에 스며들다 외                                                                                     |
|      | 6월 27일  | |
|      | 7월 4일   | 도시, 뮤지컬에 빠지다 - DIMF 10주년 / 살며, 예술하며 - 조각가 정은기, 정세용 父子                          |
|      | 7월 11일  | |
|      | 7월 18일  | 1. 고장난 풍경-화가 정철교 2. 시인과 사진가 포구를 걷다                                                    |
|      | 7월 25일  | |
|      | 8월 1일   | 군산 커피향에 빠지다                                                                                       |
|      | 8월 29일  | 한국화 작가 김경현 외                                                                                      |
|      | 9월 5일   | 오롯이 해녀 -사진작가 김형선 / 푸른 섬에서 만난 거리의 예술가 ‘살거스’ / 동으로 제주를 품다 -조각가 이승수 |
|      | 9월 12일  | 그리움을 그린 화가, 이중섭                                                                                 |
|      | 9월 19일  | |
|      | 9월 26일  | 2016 광주비엔날레 / 고수 박시양                                                                            |
|      | 10월 3일  | |
|      | 10월 17일 | 고암 이응노를 만나다                                                                                       |
|      | 10월 31일 | 1. 지역문화인물 - 화가 방정아 2. <하이퍼리얼리즘: 피그말리온, 생명을 불어넣다>전                           |
|      | 11월 21일 | 이 가을, 당신은 어떤 책을 읽고 싶나요?                                                                     |
|      | 12월 5일  | |
|      | 12월 19일 | 화가 김성호 / 마임이스트 이경식 / 사진가 고남수                                                            |
|      | 12월 26일 | 화가 박황재형, 국악그룹 자락                                                                               |

### 2017년
| 회차 | 방송일   | 제목 (원제)                                      |
| ---- | -------- | ------------------------------------------------ |
|      | 1월 5일  | 청소년 삶디자인센터 / 배우 지정남                |
|      | 1월 12일 | 비아트리오의 즐거운 음악 실험                    |
|      | 1월 19일 | 동리 신재효를 잇다 - 국악예술단 고창             |
|      | 2월 9일  |                                                  |
|      | 2월 16일 | 중고제 마지막 예인, 심화영을잇다 외              |
|      | 2월 23일 | 유리공예작가 김준용 외                           |
|      | 3월 2일  | 인형마담 류오동의 전람회 외                      |
|      | 3월 9일  | 박성진 화백 / 오기영 화가 / 이다슬 미술작가      |
|      | 3월 16일 | 문화올림픽, 꽃처럼 피어나다 외                   |
|      | 3월 23일 | 순천만정원, 도예가 송기진                        |
|      | 3월 30일 | 청도에 국악 꽃 피우다 외                         |
|      | 4월 6일  |                                                  |
|      | 4월 13일 | 바람에 숨결을 내다 - 창호장 조찬형 외            |
|      | 4월 27일 | 깡깡이마을 공공미술 프로젝트 외                  |
|      | 5월 4일  | 자연, 오묘한 발상의 조각. 자연미술작가 강희준 외 |
|      | 5월 11일 | 누름꽃 화가 이정숙씨, 농부 사진작가 김종관씨     |
|      | 5월 18일 | 제주풍경, 또 하나의 시선 - 화가 이명복 외        |
|      | 5월 25일 | 마이미스트 유진규, 축제를 꿈꾸다 외              |
|      | 5월 29일 | 하정웅, 광주프린지페스티벌                       |
|      | 6월 5일  | 대구, 예술과 통화다 외                           |
|      | 6월 12일 |                                                  |
|      | 6월 19일 | 문 밖에서 시를 찾다 - 시인 손미 외               |
|      | 6월 26일 | 감각의 리얼리즘, 안창홍의 <눈 먼 자들>전         |
|      | 7월 3일  | 예술가 동행 프로젝트 - 제 멋대로                 |
|      | 7월 10일 | 사진작가 김정현, 일러스트레이터 신가람           |
|      | 7월 17일 | 노래도 삶도 축제처럼, 사우스카니발 외            |
|      | 7월 24일 | 각자 역사의 맥을 잇다 외                         |
|      | 7월 31일 | 희망을 위한 기억을 그리다 - 빅토르 문 외 1편     |
|      | 8월 7일  | 국악에 놀다 - 퓨전국악 이어랑밴드 외             |

## 같이 보기
- KBS 네트워크 기획
- 문화의 향기